# Гай Лициний Мурена
Гай Лици́ний Муре́на (лат. Gaius Licinius Muræna; умер после 62 года до н. э.) — римский государственный деятель из ветви плебейского рода Лициниев, занимавший не позже 59 года до н. э. должность курульного эдила. Младший брат Луция Лициния Мурены.

## Происхождение
Мурена принадлежал к одной из ветвей плебейского рода Лициниев, упоминающейся в источниках со средины II века до н. э. и происходившей из Ланувия. Его прадед (ум. после 146 до н. э.), дед (II—I вв. до н. э.) и отец (ум. вскоре после 81 до н. э.), носившие преномен Луций, продвинулись в своей карьере до претуры включительно. Из них наиболее известен последний, бывший претором в 88 году до н. э. и развязавший 2-ю Митридатову войну. 
Когномен «Мурена» (Muræna) античные авторы связывали с тем, что второй претор из этой семьи завёл живорыбные садки с муренами. Но исследователи обращают внимание на то, что и отец этого претора уже носил данный когномен, а отечественный филолог-антиковед Е. Фёдорова выводит его происхождение от рода ожерелья.
У Гая был старший брат (ок. 105 — после 62 до н. э.), унаследовавший отцовский преномен, который первым среди Лициниев Мурен достиг консульства в 62 году до н. э. Помимо того, упомянутая Плутархом и Макробием, весталка Лициния (ум. после 63 до н. э.) также состояла с Гаем в дальнем родстве.

## Биография
Вполне возможно, что в 83—81 годах до н. э. Гай Лициний вместе с братом мог находиться в Азии под командованием своего отца. Позднее, в 67 либо 66 году до н. э., он занимал должность курульного эдила: в этом качестве Гай совместно со своим коллегой, тоже Гаем, украсил комиций картинами, вывезенными из Лакедемона. Спустя некоторое время, в 64 году, Гай Лициний отправился в Трансальпийскую Галлию как легат своего брата Луция. А уже в следующем году он остался во главе провинции, когда Луций уехал в Рим для участия в консульских выборах; известно, что во вверенной ему провинции Гай арестовал приверженцев Катилины. Более о Гае Лицинии сохранившиеся источники ничего не сообщают.
Впрочем, в одной надписи из Рима, датируемой I веком, фигурирует некая Лициния, либертина Гая, Эротис (Licinia C. l. Erot[is] spaltria Muren[ae] et ministra in f[amilia]). На основании находки немецкие учёные выдвинули гипотезу, что упомянутая в её тексте Лициния являлась вольноотпущенницей именно Гая Мурены.